# 리에종 (드라마)
《리에종》(프랑스어: Liaison)은 애플 TV+에서 2023년 2월부터 방영된 영국, 프랑스의 스릴러 드라마이다.